# Catalina Marsano
Catalina Marsano (Trujillo, 1996) es una modelo y reina de belleza peruana. En 2024 obtuvo la victoria en el concurso Miss International Queen celebrado en Tailandia. Es la primera peruana que ostenta dicho título.

## Biografía
Catalina Marsano nació en Trujillo en 1996. Se graduó en Medicina en la Universidad Privada Antenor Orrego (UPAO). Posteriormente se trasladó a Estados Unidos a continuar con su formación académica y profesional.
Tras quedar en primer lugar en el concurso de belleza para mujeres trans Miss International Queen Perú, obtuvo el pase para representar a su país en el concurso internacional Miss International Queen celebrado en Tailandia en 2024. El certamen inició el 18 de agosto con la participación de 23 representantes de países como Brasil, Venezuela, China y Estados Unidos. Tras pasar las sucesivas rondas, obtuvo la victoria final en el Teatro Tiffany de Pattaya tras vencer a la tailandesa Saruda Panyakham, que quedó segunda, y la vietnamita Nguyen Tuong San, que obtuvo el tercer puesto. Además de la corona, que le fue entregada por su predecesora, la holandesa Solange Dekker, Marsano ganó un premio de 500.000 bat, así como un bono de 200.000 bat para una clínica de belleza.
Durante su coronación, denunció la situación de la comunidad trans en el Perú, al recordar que en mayo de 2024 el Ministerio de Salud (MINSA) publicó el decreto 009-2024-SA que clasificaba la diversidad sexual y de género como enfermedad mental.
| Predecesor: Solange Dekker | Miss International Queen 2024 | Sucesor: - |